# Visviri
Visviri (del aimara: wiswiri ‘zumbido del viento’) es una localidad rural y la capital de la comuna de General Lagos, en la Provincia de Parinacota, Región de Arica y Parinacota, al extremo noreste de Chile y a más 4069 m s. n. m. Es el poblado más septentrional de Chile, a sólo 15 kilómetros del Hito Tripartito que marca la frontera entre Chile, Bolivia y Perú.

## Historia
Los primeros asentamientos datan de la época precolombina, con comunidades pertenecientes a la etnia aimara, que se dedicaba principalmente a la ganadería altiplana a campo traviesa de llamas y alpacas, y en algunos casos ovinos conocidos localmente como ovejas chunchas (tipo de oveja que se adaptó a los pastos xerófitos y duros que crecen a estas alturas es mucho más pequeña que cualquier tipo de ovinos pero resistentes al frío y a las bajas temperaturas).
La localidad tiene su origen contemporáneo como una estación del Ferrocarril Arica a La Paz, cuya construcción se estableció en 1904; El ferrocarril permitió que se estableciera núcleos poblacionales en torno a la estación a partir de 1926 comuna de General Lagos se inauguró oficialmente el 30 de diciembre de 1927.

## Demografía y geografía
De acuerdo con el Censo de 2017, Visviri tenía 256 habitantes: 118 mujeres (46.1%) y 138 hombres (53.9%). Los habitantes de Visviri representaban el 37.4% de la población de la comuna de General Lagos, siendo el distrito censal más poblado de la comuna.
La comuna de General Lagos está habitada casi en un 100% por población indígena, perteneciente a la etnia aimara reconocida como pueblo originario por la Ley 19.253 (conocida como Ley indígena). 
La población local es trashumante porque existe movilidad interna en la comuna, es decir, la gente se traslada desde los pueblos a sus estancias y viceversa.
En las cercanías del poblado se encuentran los ríos Putani y Uchusuma.

## Clima
El clima de Visviri, según la clasificación climática de Köppen es un clima Subalpino subhúmedo (Cwc), propio de la región andina. Las temperaturas son frescas durante todo el año debido a la altitud a la que se encuentra. El mes más cálido es diciembre con una media de 11.1 °C y el más frío es julio con una media de 3.5 °C. El régimen de precipitaciones es distinto al del resto de Chile, ya que llueve de manera regular en verano y el resto del año escasea. Anualmente llueven unos 402 mm y aproximadamente el 94% de este monto cae en los 6 meses más cálidos.
| Parámetros climáticos promedio de Visviri | Parámetros climáticos promedio de Visviri | Parámetros climáticos promedio de Visviri | Parámetros climáticos promedio de Visviri | Parámetros climáticos promedio de Visviri | Parámetros climáticos promedio de Visviri | Parámetros climáticos promedio de Visviri | Parámetros climáticos promedio de Visviri | Parámetros climáticos promedio de Visviri | Parámetros climáticos promedio de Visviri | Parámetros climáticos promedio de Visviri | Parámetros climáticos promedio de Visviri | Parámetros climáticos promedio de Visviri | Parámetros climáticos promedio de Visviri |
| Mes                                       | Ene.                                      | Feb.                                      | Mar.                                      | Abr.                                      | May.                                      | Jun.                                      | Jul.                                      | Ago.                                      | Sep.                                      | Oct.                                      | Nov.                                      | Dic.                                      | Anual                                     |
| ----------------------------------------- | ----------------------------------------- | ----------------------------------------- | ----------------------------------------- | ----------------------------------------- | ----------------------------------------- | ----------------------------------------- | ----------------------------------------- | ----------------------------------------- | ----------------------------------------- | ----------------------------------------- | ----------------------------------------- | ----------------------------------------- | ----------------------------------------- |
| Temp. máx. abs. (°C)                      | 22.6                                      | 22.8                                      | 22.0                                      | 20.1                                      | 19.9                                      | 19.2                                      | 19.0                                      | 19.9                                      | 22.3                                      | 23.6                                      | 23.8                                      | 23.1                                      | 23.8                                      |
| Temp. máx. media (°C)                     | 18.6                                      | 18.4                                      | 17.8                                      | 17.0                                      | 16.0                                      | 15.5                                      | 12.8                                      | 13.7                                      | 15.6                                      | 18.7                                      | 20.6                                      | 20.0                                      | 17.1                                      |
| Temp. media (°C)                          | 10.2                                      | 9.9                                       | 9.3                                       | 8.6                                       | 6.5                                       | 4.2                                       | 4.1                                       | 5.2                                       | 7.2                                       | 9.1                                       | 10.4                                      | 10.5                                      | 7.9                                       |
| Temp. mín. media (°C)                     | 2.5                                       | 2.0                                       | 1.4                                       | -1.5                                      | -4.6                                      | -5.2                                      | -5.8                                      | -5.0                                      | -2.1                                      | -0.5                                      | 1.6                                       | 2.2                                       | -1.3                                      |
| Temp. mín. abs. (°C)                      | -7.2                                      | -5.2                                      | -8.9                                      | -11.5                                     | -17.6                                     | -17.1                                     | -19.3                                     | -19.9                                     | -18.0                                     | -14.2                                     | -12.6                                     | -11.1                                     | -19.9                                     |
| Precipitación total (mm)                  | 135                                       | 84                                        | 52                                        | 23                                        | 7                                         | 1                                         | 0                                         | 2                                         | 4                                         | 12                                        | 25                                        | 57                                        | 402                                       |
| Fuente: OGIMET                            |                                           |                                           |                                           |                                           |                                           |                                           |                                           |                                           |                                           |                                           |                                           |                                           |                                           |

## Cultura
Las actividades y eventos más destacados:
- Todos los domingos: feria Trifinio: en la frontera trinacional. Reúne a la población aimara, que llega para intercambiar productos.
- Enero: Ceremonia del Floreo, en agradecimiento a la Pachamama por la temporada anterior, en la que los animales reciben coloridas marcas de lana.
- Febrero: Carnaval Andino, fiesta típica de las localidades andinas, 40 días de Semana Santa, al inicio de la Cuaresma.
- 2 al 5 de mayo: Cruz de Mayo, la fiesta más importante de Visviri.
- Octubre (la primera semana): fiesta patronal de la Virgen del Rosario.

### Artesanías andinas
Entre la artesanía típica de la zona, destaca el tallado de figuras en piedra pómez y los textiles de llamas, con algunas prendas solo hechas por hombres y otras por mujeres.

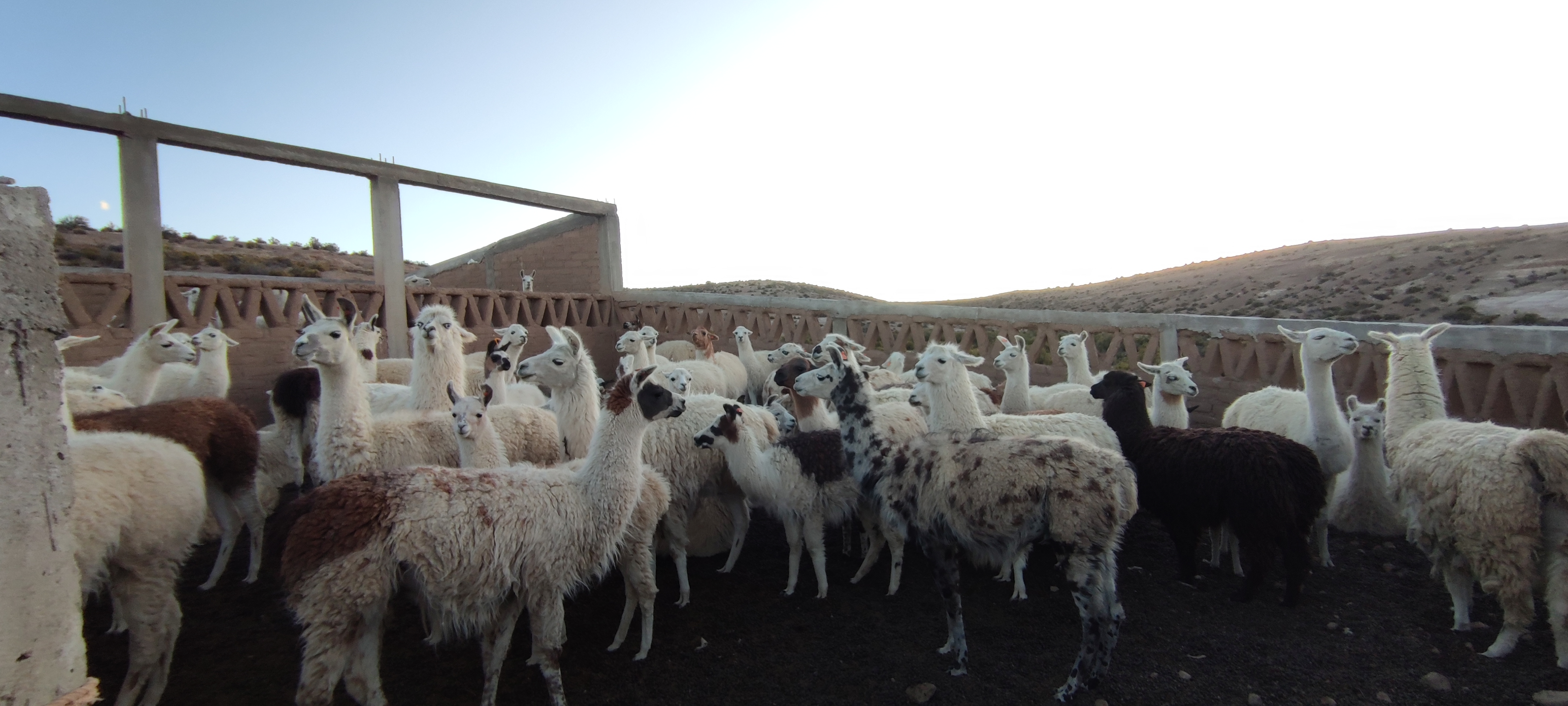
Corral de llamas en Visviri

## Referencias

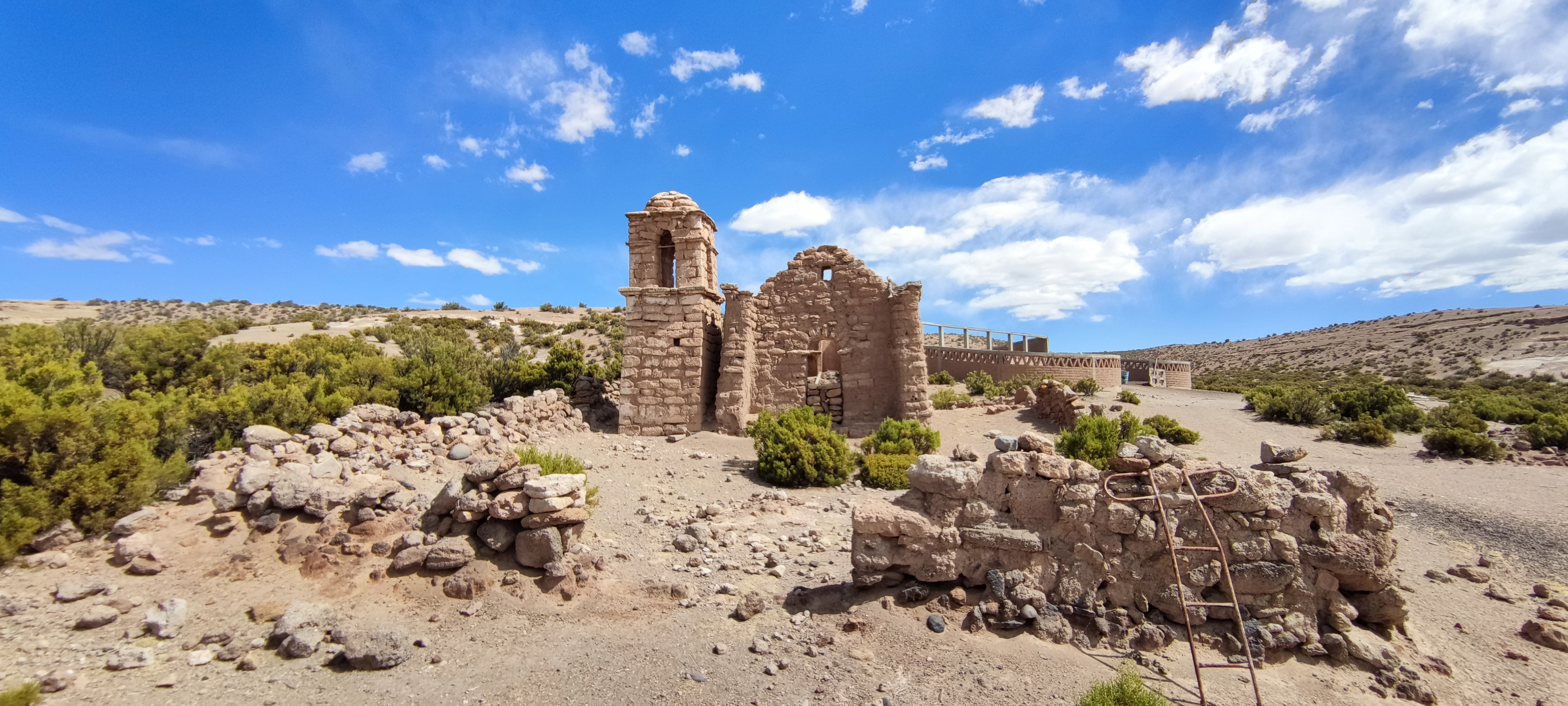
Frontis de la antigua iglesia de Choxñaumani, en lo que antes era la localidad de Visviri